# The Tale of How
Pour plus de détails, voir Fiche technique et Distribution.
The Tale of How est un court-métrage réalisé en 2006.

## Synopsis
Une pieuvre géante, qui a un arbre à l’intérieur de son crâne, est la terreur de l’Océan Indien. Son seul passe-temps est de dévorer les innocents dodos qui vivent sur sa tête.

## Fiche technique
- Réalisation : Blackheart Gang
- Scénario : Markus
- Animation : Justin Baker
- Son : Markus
- Musique : Markus
- Durée : 5 minutes

## Récompenses
- Woodstock 2006